# Kurt L. Sonntag

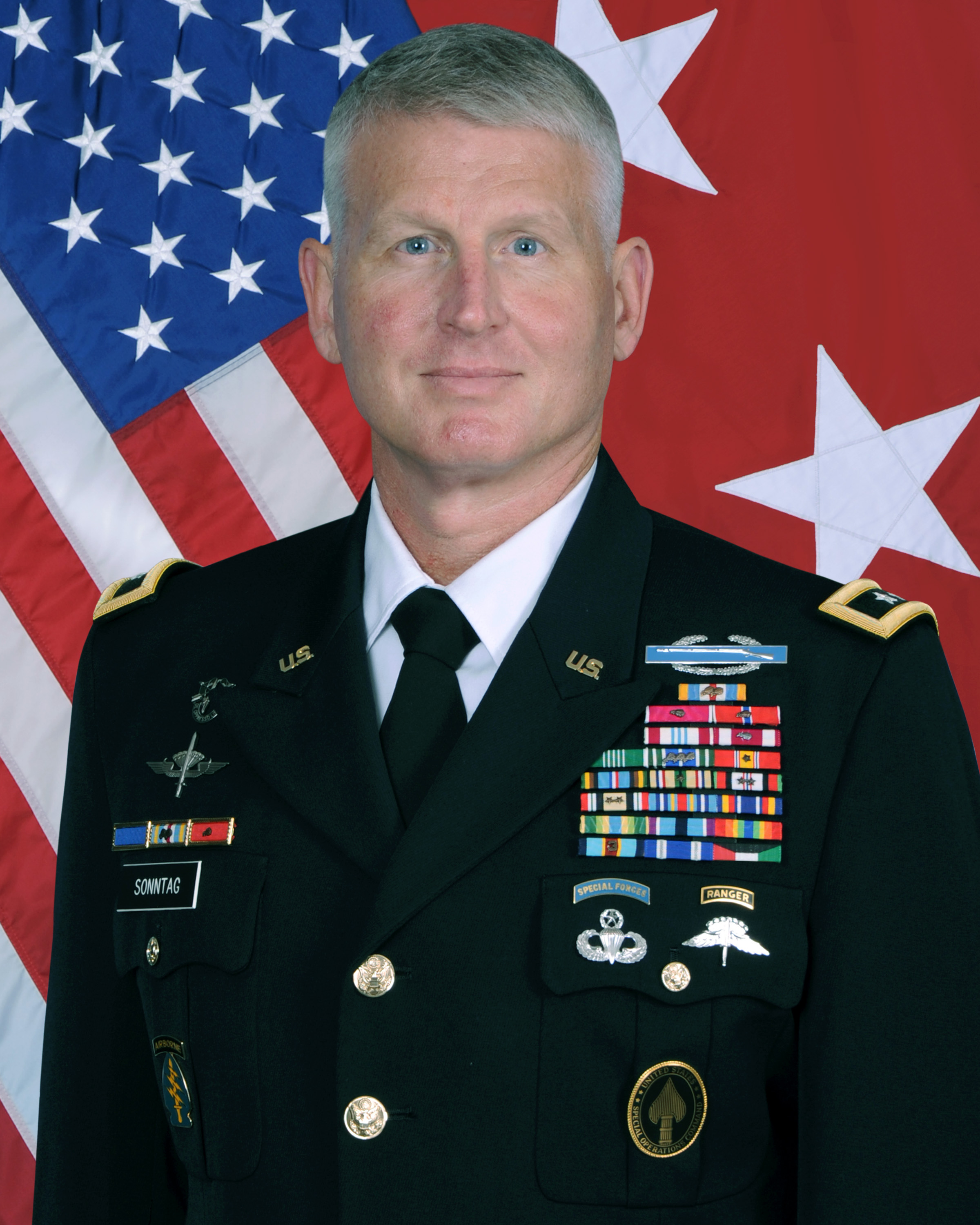
Kurt L. Sonntag (2017)

Kurt Lee Sonntag (* 8. Juli 1964 im Los Angeles County, Kalifornien) ist ein pensionierter Generalmajor der United States Army. Er war unter anderem Kommandeur der United States Army John F. Kennedy Special Warfare Center and School.
Sonntag besuchte die öffentlichen Schulen seiner Heimat einschließlich der Glendora High School. In den Jahren 1982 bis 1986 durchlief er die United States Military Academy in West Point. Nach seiner Graduation wurde er als Leutnant der Infanterie zugeteilt. In der Armee durchlief er anschließend alle Offiziersränge vom Leutnant bis zum Zwei-Sterne-General.
Im Lauf seiner militärischen Karriere absolvierte Kurt Sonntag verschiedene Kurse und Schulungen. Dazu gehörten unter anderem der Infantry Officer Advanced Course, der Special Forces Qualification Course, das Naval Command and Staff College und das Naval War College sowie das United States Army War College. Außerdem erhielt er akademische Grade von der Louisiana State University und der Harvard Kennedy School.
In seinen jüngeren Jahren absolvierte er den für Offiziere in den niederen Rangstufen üblichen Dienst in unterschiedlichen Einheiten und Standorten. Dazu gehörten auch Aufgaben als Stabsoffizier in verschiedenen Hauptquartieren. Er wechselte von der Infanterie zu den Sondereinheiten (Special Forces). Dabei kommandierte er Einheiten auf verschiedenen Ebenen. Er war unter anderem Kompanieführer bei der 5th Special Forces Group und im Jahr 2001 im Rahmen der Operation Enduring Freedom als Stabsoffizier in einem Bataillon der 5th Special Forces Group in Afghanistan eingesetzt. Während des Irakkriegs war er Stabschef der Joint Special Operations Task Force-West, die auf der arabischen Halbinsel stationiert war.
Im weiteren Verlauf der 2000er Jahre war Sonntag unter anderem Bataillonskommandeur bei der 1st Special Warfare Training Group und Stabsoffizier in einigen Hauptquartieren, wozu auch das United States Army Special Forces Command gehörte. Im Jahr 2009 wurde er nach Pakistan versetzt, wo er das Special Operations Command Central kommandierte. Danach wurde er Stabschef und stellvertretender Kommandeur des United States Army Special Operations Commands. Anschließend erhielt er das Kommando über das Special Operations Command South, das dem United States Southern Command untersteht. Es folgte das Kommando über die Combined Joint Task Force – Horn of Africa, das er bis zum Jahr 2017 innehatte.
Im Mai 2017 erhielt Kurt Sonntag als Nachfolger von James B. Linder das Kommando über die United States Army John F. Kennedy Special Warfare Center and School in Fort Bragg, dem heutigen Fort Liberty in North Carolina. Diesen Posten hatte er bis zu seiner Pensionierung im August 2019 inne.
Nach seiner Pensionierung wurde Kurt Sonntag Präsident der Patriot Foundation, die sich um Kinder gefallener, verwundeter oder kranker amerikanischer Soldaten kümmert.

## Orden und Auszeichnungen
Kurt Sonntag erhielt im Lauf seiner militärischen Laufbahn unter anderem folgende Auszeichnungen:
- Defense Superior Service Medal
- Legion of Merit
- Bronze Star Medal
- Defense Meritorious Service Medal
- Meritorious Service Medal
- Army Commendation Medal
- Army Achievement Medal